# Tamsin Egerton
Tamsin Egerton, född 26 november 1988 i Portsmouth, är en brittisk skådespelerska och fotomodell. Hon har bland annat spelat Holly Goodfellow i Keeping Mum, Katrina i Eragon och Guinevere i Camelot.
Tamsin Egerton hamnade på trettonde plats på The Annual Independent Critics lista över världens 100 vackraste ansikten 2008.